# Medal of Honor (série de jeux vidéo)
Pour les articles homonymes, voir Medal of Honor (homonymie).
Medal of Honor est une série de jeux vidéo de tir à la première personne développée par DreamWorks Interactive, débutée en 1999. Les jeux se déroulent pendant la Seconde Guerre mondiale et tirent leur nom de la plus haute décoration de l'armée américaine : la Medal of Honor. Le premier jeu est sorti sur PlayStation en 1999 et le dernier volet (Medal of Honor: Above and Beyond) est sorti sur Oculus Rift, HTC Vive et Steam VR le 11 décembre 2020.
Éditée par Electronic Arts, la série a quelque peu lancé la mode des FPS sur la Seconde Guerre mondiale. Call of Duty et Brothers in Arms sont des séries rivales qui ne sont apparues qu'à partir de 2003. Infinity Ward, studio développant Call of Duty, est issu d'anciens développeurs de Medal of Honor.

## Description
La série des Medal of Honor place le joueur dans le rôle d'un soldat des forces alliées, traversant divers lieux de batailles au cours de la Seconde Guerre mondiale et devant accomplir certaines missions tout en affrontant les forces de l'Axe. Le gameplay est généralement linéaire et scripté et mélange souvent réalité et fiction. L'ensemble est présenté, tant au niveau visuel que sonore, de manière très cinématographique et fait régulièrement référence aux films de guerre modernes tels que Il faut sauver le soldat Ryan, au feuilletons télévisés Frères d'armes (Band of Brothers) ou L'enfer du Pacifique (The Pacific).

## Historique de la franchise
La série est mise entre parenthèses de 2007 à 2010.
Lors de la publication des résultats financiers du troisième trimestre de son année fiscale 2013, Electronic Arts annonce être déçu des ventes de Medal of Honor: Warfighter. L'éditeur décide une nouvelle fois de retirer la franchise de son catalogue.

## Compositeurs des musiques
- Michael Giacchino, dans un style très John Williams, est à l'origine des musiques du premier volet sur PS1, de Résistance, de En Première Ligne, de Débarquement Allié ainsi que de l'avant-dernier volet en date : Airborne.

- Christopher Lennertz, assez différent de Michael Giacchino, il est à l'origine des musiques des volets Soleil Levant, Batailles du Pacifique et Faucons de Guerre.

La musique du volet Avant-Garde est un peu un « best of » de celles des trois premiers volets. De même pour les deux extensions En Formation et L'Offensive sur PC.

## Liste des jeux de la série
| Titre en français                                  | Titre original                   | Sortie | Type     | Plate-forme                            |
| -------------------------------------------------- | -------------------------------- | ------ | -------- | -------------------------------------- |
| Medal of Honor                                     | Medal of Honor                   | 1999   | Jeu      | PlayStation                            |
| Medal of Honor : Résistance                        | Medal of Honor: Underground      | 2000   | Jeu      | PlayStation et Game Boy Advance (2003) |
| Medal of Honor : Débarquement allié                | Medal of Honor: Allied Assault   | 2002   | Jeu      | PC, Mac                                |
| Medal of Honor : En Première Ligne                 | Medal of Honor: Frontline        | 2002   | Jeu      | PlayStation 2, Xbox et GameCube        |
| Medal of Honor : Débarquement Allié - En Formation | Medal of Honor: Spearhead        | 2002   | Add-on   | PC, Mac                                |
| Medal of Honor : Débarquement Allié - L'Offensive  | Medal of Honor: Breakthrough     | 2003   | Add-on   | PC, Mac                                |
| Medal of Honor : Soleil Levant                     | Medal of Honor: Rising Sun       | 2003   | Jeu      | PlayStation 2, Xbox et GameCube        |
| Medal of Honor : Espionnage                        | Medal of Honor: Infiltrator      | 2003   | Jeu      | Game Boy Advance                       |
| Medal of Honor : Batailles du Pacifique            | Medal of Honor: Pacific Assault  | 2004   | Jeu      | PC                                     |
| Medal of Honor : Les Faucons de guerre             | Medal of Honor: European Assault | 2005   | Jeu      | PlayStation 2, Xbox et GameCube        |
| Medal of Honor : Heroes                            | Medal of Honor: Heroes           | 2006   | Jeu      | PlayStation Portable                   |
| Medal of Honor : Avant-Garde                       | Medal of Honor: Vanguard         | 2007   | Jeu      | Wii et PlayStation 2                   |
| Medal of Honor : Heroes 2                          | Medal of Honor: Heroes 2         | 2007   | Jeu      | PlayStation Portable, Wii              |
| Medal of Honor: Airborne                           | Medal of Honor: Airborne         | 2007   | Jeu      | PlayStation 3, Xbox 360 et PC          |
| Medal of Honor                                     | Medal of Honor                   | 2010   | Jeu      | PlayStation 3, Xbox 360 et PC          |
| Medal of Honor: Warfighter                         | Medal of Honor: Warfighter       | 2012   | Jeu      | PlayStation 3, Xbox 360 et PC          |
| Medal of Honor: Above and Beyond                   | Medal of Honor: Above and Beyond | 2020   | Jeu (VR) | PC (Oculus Rift, HTC Vive, Steam VR)   |